# Synagoge (Szydłów)

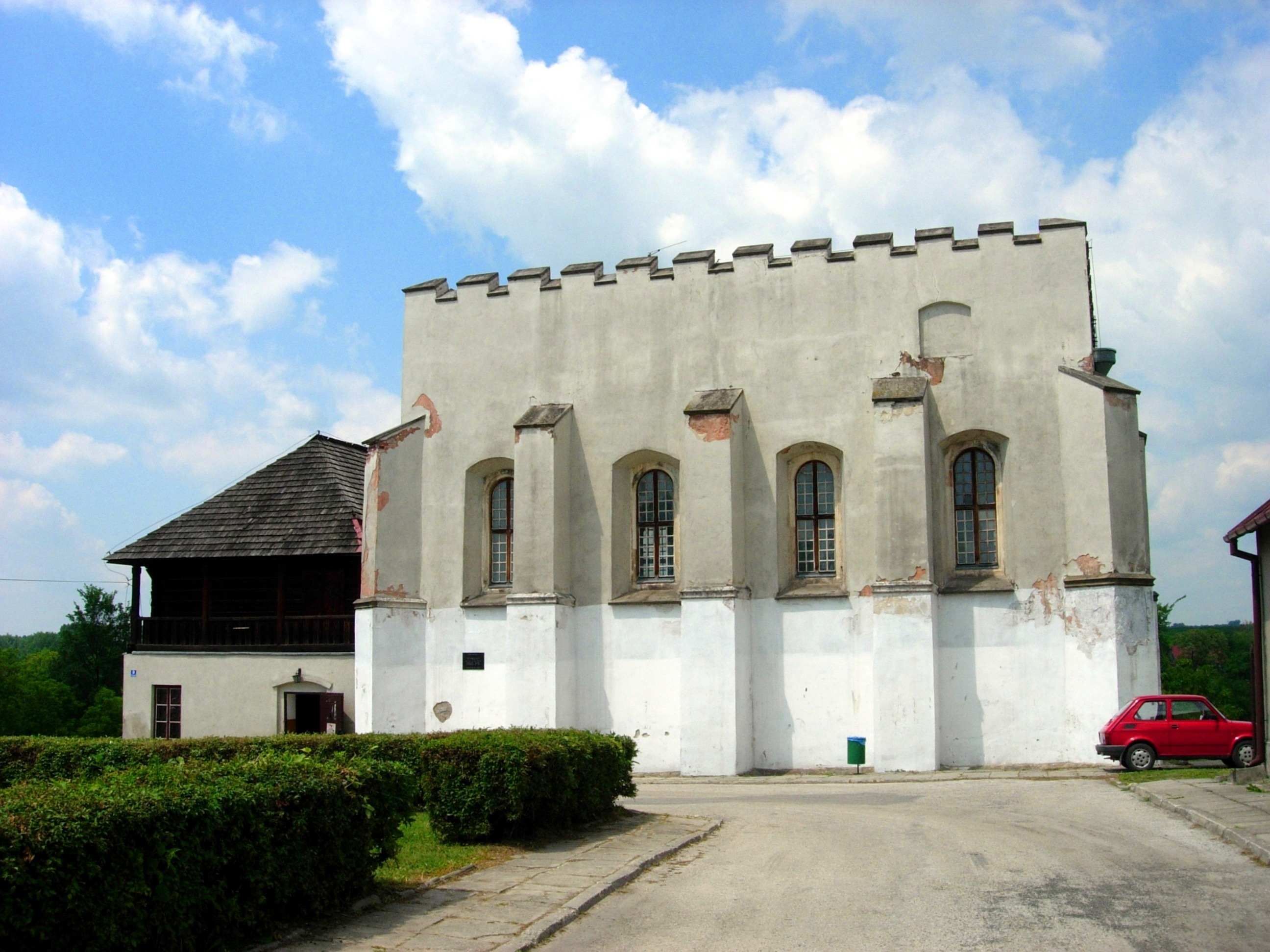
Synagoge (2006)

Die Synagoge in Szydłów, einer polnischen Stadt in der Woiwodschaft Heiligkreuz, wurde in der Mitte des 16. Jahrhunderts erbaut. Sie ist heute ein Kulturzentrum.

## Geschichte

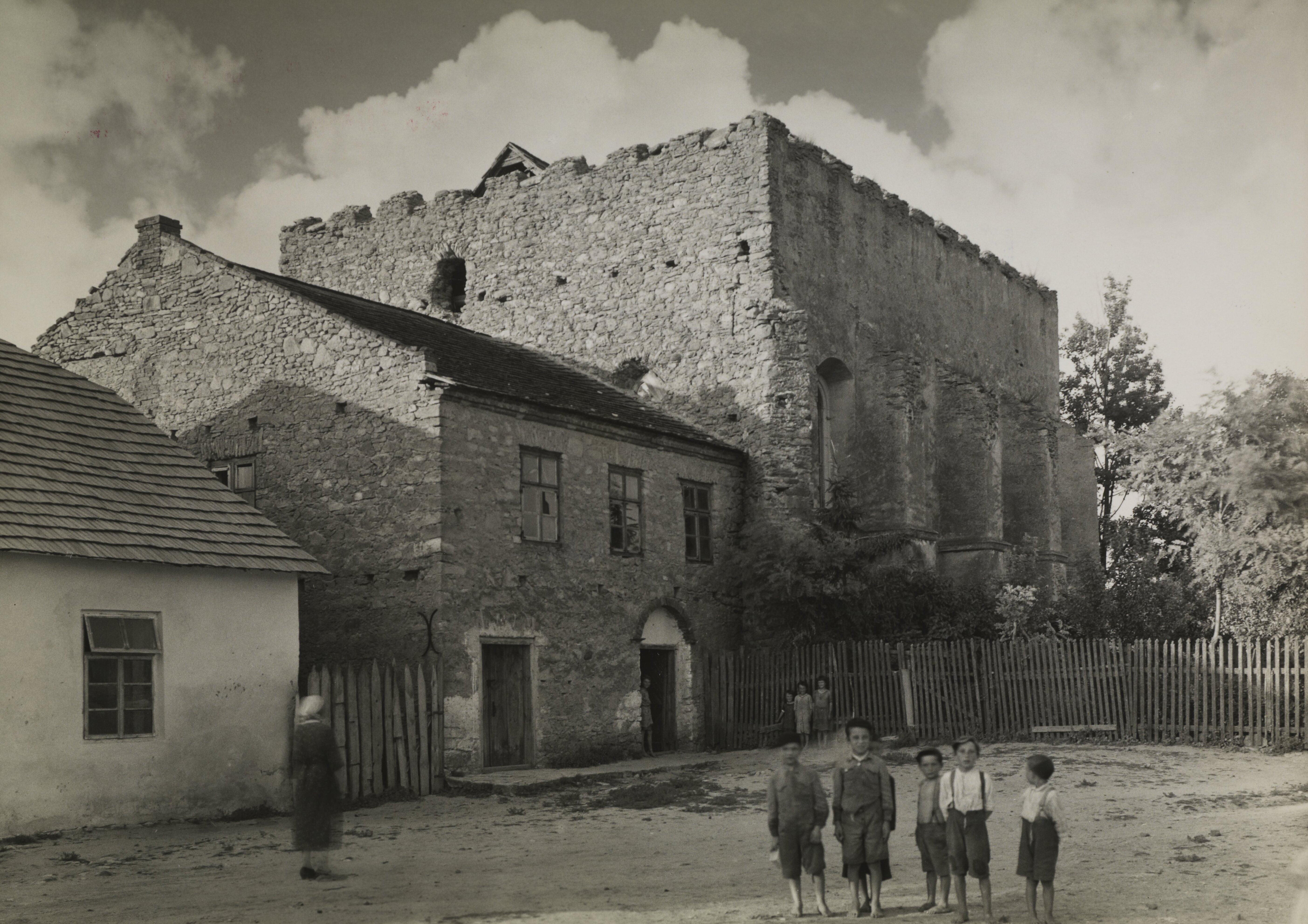
Szydlow, Synagoge (ca. 1936)

Das Baujahr der Synagoge liegt zwischen 1534 und 1564. Neben der Burg und der Kirche war sie eine von drei steinernen Gebäuden und wahrscheinlich Teil der Stadtbefestigung.
Zu Beginn des 17. Jahrhunderts wurde die Halle umgebaut und im Westen ein steinernes Vestibül mit einer hölzernen Frauenempore darüber angebaut. Ende des 19. Jahrhunderts zerstörte ein Feuer das Gebäude; im Zuge des Wiederaufbaus wurde die Frauenempore durch eine gemauerte Struktur ersetzt. Eine Renovierung fand 1928–1936 statt.
Während der deutschen Besetzung im Zweiten Weltkrieg wurde die Synagoge  geschlossen und verwüstet, die Bima und Teile des Toraschreins wurden demontiert. Die Halle wurde als Lager genutzt. Nach dem Krieg stand das Gebäude zunächst leer; 1953 wurde es für einige Zeit zu einem Kino, stand aber danach wieder leer. 1978–1981 fanden erste Renovierungen statt, umfangreiche dann nach 2018. Heute dient die Synagoge als Kulturzentrum.

## Beschreibung
Das spätgotische Gebäude hat bis zu zwei Meter dicke Mauern, die zusätzlich von zwölf Strebepfeilern verstärkt werden. Das Dach ist von einer Attika mit Zinnen verdeckt. Die langen, schmalen Fenster sind hochgelegen, die Süd- und die Nordwand haben je vier; an der Ostwand sind zwei mit einem Okulus oben zwischen ihnen. Im Westen sind zwei weitere runde Fenster. Darunter sind noch vier Öffnungen, die durch die Wand gebrochen wurden, um den Frauenraum mit dem Gebetsraum zu verbinden.
Die Haupthalle ist 14,40 × 10,40 m groß und ist mit einem gotischen Kreuzgewölbe versehen. Sie liegt einige Stufen tiefer als das Vestibül. Neben dem Vestibül ist ein weiterer Raum.
Der steinerne Toraschrein ist im Stil der Spätrenaissance gestaltet. Er wird von zwei Pilastern eingerahmt.
Die Bima in der Raummitte ist nicht mehr vorhanden. Sie bestand aus einer achteckigen Plattform, die von einer steinernen Balustrade umrandet war, über der sich eine Arkade aus acht Bögen befand.